# Verna Fields
Verna Fields (nacida Hellman; San Luis, Misuri, 21 de marzo de 1918 – Los Ángeles, 30 de noviembre de 1982) fue una editora de cine y sonido, educadora y ejecutiva de la industria del entretenimiento estadounidense. En la primera fase de su carrera, desde 1954 hasta 1970, Fields participó en proyectos pequeños que apenas le supusieron reconocimiento. Trabajó como editora de sonido para varios programas de televisión en la década de 1950, después en películas independientes como The Savage Eye (1959), en documentales apoyados por el gobierno en los años 1960 y en algunos filmes menores de estudio como la primera película de Peter Bogdanovich, Targets (1968). Durante varios años a finales de la década de 1960 enseñó montaje cinematográfico en la Universidad del Sur de California. Su único trabajo en una gran producción, El Cid (1961), le permitió ganarse el reconocimiento de la industria del cine en esta fase de su carrera, materializado en la concesión en 1962 del Golden Reel (Carrete dorado) a la mejor edición de sonido.
Fields saltó a la fama como montadora de cine y ejecutiva durante la etapa del Nuevo Hollywood (1968-1982). Había entablado contacto profesional con cineastas como Peter Bogdanovich, George Lucas y Steven Spielberg al comienzo de sus carreras y se convirtió en su colaboradora de confianza en el montaje de cine. El éxito de crítica y público de películas como What's Up, Doc? (1972), American Graffiti (1973) y Tiburón (1975) le deparó a Verna Fields un nivel de reconocimiento único entre los montadores de cine coetáneos. Tiburón en particular resultó un éxito arrollador y muy rentable que dio inicio a la era de los «taquillazos veraniegos». La contribución de Fields a este fenómeno cinematográfico tuvo un amplio reconocimiento: fue galardonada con el Premio Óscar y el premio de los Editores de Cine de Estados Unidos. Un año después del estreno de esta película había sido nombrada Vicepresidenta de Producción de Largometrajes de Universal Studios, con lo que pasó a ser una de las primeras mujeres en ocupar un cargo de tan alto nivel en la industria del entretenimiento. Su carrera como alta ejecutiva en Universal continuó hasta su fallecimiento en 1982 a los 64 años.

## Biografía
Verna Hellman nació en San Luis, Misuri. Era la hija de Selma (née Schwartz) y Samuel Hellman, quien trabajaba como periodista para el St. Louis Post-Dispatch y el Saturday Evening Post. Posteriormente, Sam Hellman trasladó a su familia a Hollywood, donde se convirtió en un prolífico guionista. Verna Hellman se graduó de la Universidad del Sur de California con un B.A. en periodismo. Posteriormente ocupó varios puestos en el 20th Century Fox, incluida la de asistente de edición de sonido en la película de Fritz Lang, The Woman in the Window (1944). En 1946, se casó con el editor de cine Sam Fields y dejó de trabajar. Los Fields tuvieron dos hijos; uno de ellos, Richard Fields, se convirtió en editor de cine. En 1954, Sam Fields murió de un ataque al corazón a la edad de 38 años.

### Editora de sonido
Verna comenzó entonces su carrera como editora de sonido de televisión trabajando en programas como Death Valley Days y los programas infantiles Sky King y Furia. Instaló un laboratorio de edición de películas en su casa para poder trabajar de noche mientras sus hijos eran pequeños.
En 1956, estaba también trabajando en películas. Su primer crédito como editora de sonido fue en Mientras Nueva York duerme (1956) de Fritz Lang. Trabajó en el documental experimental The Savage Eye (1959); con los codirectores Ben Maddow, Sidney Meyers y Joseph Strick; las conexiones que hizo en esta película fueron importantes para su carrera posterior. En 1962, Fields ganó el premio Golden Reel de los editores de películas cinematográficas por la película El Cid (dirigida por Anthony Mann).
Después de El Cid (1961), Fields fue editora de sonido de varias películas menos conocidas, entre ellas la película experimental The Balcony (1963) con sus colegas de Savage Eye, Strick y Maddow. La primera película de bajo presupuesto de Peter Bogdanovich, Targets (1968), fue uno de sus últimos proyectos de edición de sonido, y representa su trabajo maduro. Bill Warren describió la escena en la que el personaje Bobby comienza a disparar a los conductores de la autopista desde la parte superior de un gran tanque de almacenamiento de petróleo: "El sonido es mono y brillantemente mezclado: toda la secuencia de disparos de Bobby desde los tanques fue filmada sin sonido. Verna Fields, entonces editora de sonido, agregó todos los efectos de sonido. El resultado es perfectamente realista, desde el roce de las pistolas en el metal de los tanques, hasta el estallido de los rifles, hasta los pequeños jadeos que Bobby hace justo antes de disparar. "

### Montadora de cine y profesora
La carrera de Fields como montadora de películas comenzó cuando el director Irving Lerner la reclutó para ser editora de la película Studs Lonigan (1960); Fields y Lerner habían trabajado en The Savage Eye. En 1963, fue montadora de An Affair of the Skin, dirigida por Ben Maddow (otro contacto de The Savage Eye). Durante los siguientes cinco años, Fields trabajó como montadora de varias otras películas independientes, pero su trabajo más conocido fue en la película de Disney The Legend of the Boy and the Eagle (1967). También realizó documentales financiados por el gobierno de los Estados Unidos a través de la Oficina de Oportunidades Económicas (OEO), la Agencia de Información de los Estados Unidos (USIA) y el Departamento de Salud, Educación y Bienestar de los Estados Unidos (HEW).
A partir de mediados de la década de 1960, Fields enseñó edición de películas en la Universidad del Sur de California (USC). Douglas Gomery escribió sobre su tiempo en la USC que: "Su mayor impacto se produjo cuando comenzó a enseñar edición de películas a una generación de estudiantes de la Universidad del Sur de California. Luego trabajó en los márgenes del negocio del cine, por un tiempo haciendo documentales para la Oficina de Oportunidades Económicas. El final de esa Agencia Federal la empujó de regreso a la corriente principal de Hollywood y luego fue invadida por sus antiguos estudiantes de la USC ". [9] Entre los estudiantes de Fields estaban a Matthew Robbins, Willard Huyck, Gloria Katz, John Milius y George Lucas.
Fields no dejó conferencias escritas de sus años en la USC, pero existe una transcripción de un seminario de 1975 que impartió en el American Film Institute. En un extracto característico, ella dijo: "Hay una sensación de movimiento al contar una historia y hay un flujo. Un corte que está fuera de ritmo será perturbador y lo sentirás, a menos que quieras que sea así. En Jaws, cada vez que quería cortar no lo hacía, para que tuviera un sentimiento anticipatorio, y funcionó ".
En 1971, Peter Bogdanovich, con quien Fields había trabajado en Targets, la reclutó para montar What's Up, Doc? (1972); Bogdanovich había editado sus películas anteriores él mismo. [11] La película tuvo mucho éxito, y ahora se considera como el segundo "período dorado" de Bogdanovich que comenzó con The Last Picture Show (1971). En What's Up, Doc? establece a Fields como montadora de películas de estudio. Posteriormente editó la última película del período dorado de Bogdanovich, Luna de Papel (1973), así como su película menos exitosa Daisy Miller (1974).

### George Lucas y American Graffiti
En 1967, Fields había contratado a George Lucas para ayudar a editar Journey to the Pacific (1968), que era un documental escrito y dirigido por Gary Goldsmith para la USIA. También había contratado a Marcia Griffin para el trabajo, y presentó a Griffin y George Lucas. En 1972, Lucas dirigía American Graffiti. Mientras que Lucas tenía la intención de que su esposa editara la película, Universal le pidió que agregara Verna Fields al equipo de edición. Durante las primeras diez semanas de postproducción, George y Marcia Lucas, junto con Fields y Walter Murch (como editor de sonido), reconstruyeron la versión original de 165 minutos de la película. Cada una de las más de 40 escenas en la película tenía una canción de fondo que se reproducía continuamente y que había sido popular alrededor de 1962, cuando se estableció la historia de la película. Michael Sragow ha caracterizado el efecto como "usar el rock 'n roll como un coro griego con un ritmo".
Fields luego dejó American Graffiti. Se necesitaron otros seis meses de edición para crear una versión más corta de 110 minutos de la película, pero tras su lanzamiento en 1973, American Graffiti tuvo mucho éxito tanto con los críticos como en la taquilla. Poco después de su lanzamiento, Roger Greenspun describió la película y su edición: "American Graffiti existe no tanto en sus historias individuales como en su orquestación de muchas historias, su sentido del tiempo y el lugar. Aunque está lleno del material de la nostalgia de moda , nunca explota la nostalgia. En su sentimiento de movimiento y música y la vitalidad de la noche, e incluso en su visión en blanco, está extrañamente más cerca de algunos Fellini tempranos que del reciente pasado estadounidense de, por ejemplo, The Last Picture Show o el verano del '42 ".
Verna Fields y Marcia Lucas fueron nominadas para un Premio de la Academia de Edición de Películas en 1974 por su trabajo en American Graffiti; Mientras que la película no ganó los Premios de la Academia, Marcia Lucas, Murch y Fields ganaron los Premios de la Academia por su trabajo posterior.

## Premios y distinciones
Premios Óscar
| Año  | Categoría     | Película          | Resultado |
| ---- | ------------- | ----------------- | --------- |
| 1974 | Mejor montaje | American Graffiti | Nominada  |
| 1976 | Mejor montaje | Tiburón           | Ganadora  |